# Bóng rổ tại Đại hội Thể thao châu Á 2022
Bóng rổ tại Đại hội Thể thao châu Á 2022 sẽ được tổ chức thi đấu tại Hàng Châu, Trung Quốc từ ngày 25 tháng 9 đến ngày 6 tháng 10 năm 2023, và được chia ra thành 2 nội dung là: Bóng rổ 5x5 và Bóng rổ 3x3.
Vòng loại dự kiến được tổ chức cho cả giải đấu nam và nữ nhưng đã bị hủy bỏ vào tháng 6 năm 2023.

## Lịch thi đấu
| SL | Vòng sơ loại | VL | Vòng loại | PL | Phân loại | ¼ | Tứ kết | ½ | Bán kết | CK | Chung kết |

| ND↓/Ngày →  | 25/09 Thứ 2 | 26/09 Thứ 3 | 27/09 Thứ 4 | 28/09 Thứ 5 | 29/09 Thứ 6 | 30/09 Thứ 7 | 01/10 CN    | 01/10 CN    | 02/10 Thứ 2 | 03/10 Thứ 3 | 04/10 Thứ 4 | 04/10 Thứ 4 | 05/10 Thứ 5 | 06/10 Thứ 6 | 06/10 Thứ 6 |
| Bóng rổ 5x5 | Bóng rổ 5x5 | Bóng rổ 5x5 | Bóng rổ 5x5 | Bóng rổ 5x5 | Bóng rổ 5x5 | Bóng rổ 5x5 | Bóng rổ 5x5 | Bóng rổ 5x5 | Bóng rổ 5x5 | Bóng rổ 5x5 | Bóng rổ 5x5 | Bóng rổ 5x5 | Bóng rổ 5x5 | Bóng rổ 5x5 | Bóng rổ 5x5 |
| ----------- | ----------- | ----------- | ----------- | ----------- | ----------- | ----------- | ----------- | ----------- | ----------- | ----------- | ----------- | ----------- | ----------- | ----------- | ----------- |
| Nam         |             | SL          |             | SL          |             | SL          |             |             | VL          | ¼           | PL          | ½           |             | PL          | CK          |
| Nữ          |             |             | SL          |             | SL          |             | SL          | SL          | ¼           | ½           |             |             | CK          |             |             |
| Bóng rổ 3x3 |             |             |             |             |             |             |             |             |             |             |             |             |             |             |             |
| Nam         | SL          | SL          | SL          | SL          | SL          | ¼           | ½           | CK          |             |             |             |             |             |             |             |
| Nữ          | SL          |             | SL          |             | SL          | ¼           | ½           | CK          |             |             |             |             |             |             |             |

## Danh sách huy chương

### Bóng rổ 5x5
| Nội dung | Vàng | Bạc | Đồng |
| -------- | --- | --- | --- |
| Nam      | Philippines · Chris Newsome · Kevin Alas · Scottie Thompson · Arvin Tolentino · Chris Ross · Marcio Lassiter · June Mar Fajardo · CJ Perez · Calvin Oftana · Japeth Aguilar · Justin Brownlee · Ange Kouame | Jordan · Fadi Qarmash · Fadi Mustafa · Ashraf Al-Hendi · Ahmad Al-Hamarsheh · Sami Bzai · Ahmad Al-Hammouri · Mohammad Hussein · Hashem Abbaas · Malek Kanaan · Rondae Hollis-Jefferson · John Bohannon · Ahmad Al-Dwairi | Trung Quốc · Hu Mingxuan · Zhao Jiwei · Chang Shuaipeng · Zhao Rui · Fu Hao · Yu Jiahao · Du Runwang · Cui Yongxi · Hu Jinqiu · Zhu Junlong · Wang Zhelin · Zhang Zhenlin      |
| Nữ       | Trung Quốc · Li Yuan · Wang Siyu · Yang Shuyu · Yang Liwei · Jin Weina · Li Meng · Zhang Ru · Huang Sijing · Pan Zhenqi · Luo Xinyu · Li Yueru · Han Xu                                                     | Nhật Bản · Mai Kawai · Maki Takada · Minami Yabu · Azusa Asahina · Nako Motohashi · Saki Hayashi · Aika Hirashita · Saori Miyazaki · Anri Hoshi · Nanako Todo · Himawari Akaho · Monica Okoye                             | Hàn Quốc · Shin Ji-hyun · Kang Lee-seul · An He-ji · Lee So-hee · Park Ji-su · Lee Kyung-eun · Kang Yoo-lim · Park Ji-hyun · Lee Hae-ran · Kim Dan-bi · Yang In-young · Jin An |

### Bóng rổ 3x3
| Nội dung | Vàng                                                                         | Bạc                                                                                               | Đồng                                                                                         |
| -------- | ---------------------------------------------------------------------------- | ------------------------------------------------------------------------------------------------- | -------------------------------------------------------------------------------------------- |
| Nam      | Đài Bắc Trung Hoa · Chiang Chun · Lin Sin-kuan · Wang Jhe-yu · Yu Xiang-ping | Qatar · Mohammed Abbasher · Ahmad Mohamad · Hamad Mousa · Omar Saad                               | Mông Cổ · Sukhbat Batzorig · Avirmed Lhagvaa · Ulzii-Orshikh Myagmarsuren · Batzayaa Tsermaa |
| Nữ       | Trung Quốc · Chen Mingling · Wan Jiyuan · Wang Jiahui · Wang Xinyu           | Mông Cổ · Ariuntsetseg Bat-Erdene · Narangoo Erdenebayan · Bolortsetseg Tsendjav · Indra Ulziibat | Nhật Bản · Momoka Hanashima · Karin Imori · Mayu Lucy Kubota · Nanami Seki                   |

## Bảng tổng sắp huy chương
| Hạng               | Đoàn                    | Vàng | Bạc | Đồng | Tổng số |
| ------------------ | ----------------------- | ---- | --- | ---- | ------- |
| 1                  | Trung Quốc (CHN)        | 2    | 0   | 1    | 3       |
| 2                  | Philippines (PHI)       | 1    | 0   | 0    | 1       |
| 2                  | Đài Bắc Trung Hoa (TPE) | 1    | 0   | 0    | 1       |
| 4                  | Mông Cổ (MGL)           | 0    | 1   | 1    | 2       |
| 4                  | Nhật Bản (JPN)          | 0    | 1   | 1    | 2       |
| 6                  | Jordan (JOR)            | 0    | 1   | 0    | 1       |
| 6                  | Qatar (QAT)             | 0    | 1   | 0    | 1       |
| 8                  | Hàn Quốc (KOR)          | 0    | 0   | 1    | 1       |
| Tổng số (8 đơn vị) | Tổng số (8 đơn vị)      | 4    | 4   | 4    | 12      |